# Cerkiew św. Serafina z Sarowa w Jekaterynburgu
Cerkiew św. Serafina z Sarowa (ros. Храм во имя преподобного Серафима Саровского) – prawosławna cerkiew znajdująca się w Jekaterynburgu, w obwodzie swierdłowskim. Jej budowa rozpoczęła się w 2001, a konsekracja nastąpiła w 2012.

## Historia
Cerkiew zlokalizowana została na ulicy Jasnajej 3, w rejonie leninowskim, w pobliżu obwodowego inspektoratu ruchu drogowego oraz jednego z miejskich parków (noszącego patronat pięćdziesięciolecia Komsomołu). 30 maja 2001 na placu budowy pod przyszłą świątynię odbyło się specjalne nabożeństwo, któremu przewodniczył arcybiskup jekaterynburski Wincenty. Dokonał on także uroczystego wmurowania kamienia węgielnego pod świątynię, która otrzymać miała patronat świętego Serafina Sarowskiego. W uroczystości wzięli udział przedstawiciele duchowieństwa, a także władz miasta, w tym przewodniczący jekaterynburskiej dumy miejskiej. Zapewniono, że organizowana właśnie parafia, oprócz prowadzenia kultu religijnego, będzie także zajmować się pomocą chorym, ubogim i starszym. Wznoszenie samego budynku trwało przeszło sześć lat i zostało zakończone w 2006. 19 września 2006 arcybiskup Wincenty poświęcił krzyże, które miały być używane w kulcie liturgicznych w nowej cerkwi. 24 kwietnia 2007 arcybiskup Wincenty ponownie przewodniczył kolejnej uroczystości w świątyni. Tym razem święcił on kopuły cerkwi oraz krzyże, którymi miały być one zwieńczone. 27 maja 2007 w świątyni zostały zainstalowane dzwony.
W kwietniu 2010 stojący na czele jekaterynburskiej parafii św. Serafina z Sarowa i budowniczy cerkwi, ojciec Hermogen (Jeremiejew) został podniesiony do godności archimandryty. Prace wykończeniowe w świątyni, gromadzenie sprzętów liturgicznych, pisanie ikon, wykonywanie malowideł zajęło następne pięć lat. 7 sierpnia 2012, w liturgiczne święto Serafina z Sarowa, w cerkwi odbyła się pierwsza Boska Liturgia. Jekaterynburska cerkiew św. Serafina Sarowskiego została uroczyście konsekrowana 8 grudnia 2012. W Boskiej Liturgii wzięło udział trzech wysokich hierarchów: metropolita Wincenty (były ordynariusz jekaterynburski, wówczas metropolita taszkencki i uzbecki), metropolita Cyryl (ordynariusz jekaterynburski) i metropolita Płaton (były ordynariusz jekaterynburski, wówczas metropolita argentyński i południowoamerykański). Po ceremonii ojciec Hermogenes otrzymał m.in. relikwie św. Serafina z Sarowa, przekazane z eparchii niżnonowogrodzkiej. Cerkiew otrzymała także w podarunku ikonę swego świętego patrona.

## Charakterystyka
Budynek wzniesiono z funduszy Rosyjskiego Kościoła Prawosławnego, a także ze składek wiernych. Jest to trzypiętrowa budowla wykonana z czerwonej cegły, którą sprowadzono z miasta Kurgan. Wysokość dzwonnicy wynosi 32 metry. Wieńczy ją błękitna kopuła. Największa kopuła świątyni jest pozłacana, inne w barwach złota i błękitu, umieszczone na nich krzyże zostały także pozłocone. Wnętrza utrzymane są w jasnych kolorach, a także są dobrze oświetlone. Według Olgi i Jewgienija Pawluczenków, artystów pracujących nad wystrojem świątyni, motywem przewodnim wnętrz w ich zamyśle miał być „Poranek w rajskim ogrodzie”. Dlatego wykorzystali oni wszystkie kolory tęczy, by oddać radosny i ciepły nastrój poranka. Przy budynku cerkwi znajduje się pomnik klęczącego na cokole św. Serafina z Sarowa, patrona świątyni i parafii. Jego autorami są F. A. Pietrow i A. D. Pietrow. Swe miejsce w kompleksie cerkiewnym znalazła żeńska grupa pod patronatem świętej Elżbiety Fiodorownej. Umiejscowiono tam także sale katechetyczne. Parafia zapewnia całotygodniowe wsparcie osobom uzależnionych od alkoholu i innych używek oraz ich bliskim, a także prowadzi poradnię rodzinną.